# Club Deportivo Kléber Franco Cruz
El Club Deportivo Kléber Franco Cruz es un equipo de fútbol profesional de Machala, Provincia de El Oro, Ecuador. Fue fundado el 28 de enero de 1965, en honor al Prof. Kléber Franco Cruz. Se desempeña en la Segunda Categoría del Campeonato Ecuatoriano de Fútbol.
Está afiliado a la Asociación de Fútbol Profesional de El Oro.

## Palmarés

### Torneos provinciales
| Competición                       | Títulos | Subcampeonatos    |
| --------------------------------- | ------- | ----------------- |
| Segunda Categoría de El Oro (0/3) |         | 1984, 1985, 1987. |